# Output (economia)
In economia per output si intende la quantità di beni e/o servizi ottenuti da un’attività di produzione.

## Ambiti di utilizzo
- In ambito macro-economico l'input/output è l'oggetto di analisi statistica dell'interazione tra le aziende della stessa nazione e tra diverse nazioni. In questo caso sottintende beni e servizi scambiati nelle operazioni di acquisto/vendita e importazione/ esportazione.
- In ambito economico-sociale come output si intendono anche le innovazioni tecnologiche, le influenze sui rapporti di potere, i mutamenti della struttura sociale, l'impatto ecologico e i modelli culturali.
- In ambito aziendale si intende l'insieme di risultati prodotti dall'impresa (finanziari, materiali, immateriali) visti in ottica di sistema produttivo.
- Stesso significato di risultati ottenuti quando ci si riferisce all'output di un processo produttivo.